# Alfred Molimard
Le docteur Alfred Molimard, né le 29 octobre 1888 à Serres (Hautes-Alpes) et décédé le 25 janvier 1943 d'hémorragie cérébrale à Ambert (Puy-de-Dôme), était un joueur de dames français, exerçant la profession de médecin (doctorat en 1912). 
Il rejoint le club du "Damier de Lyon" en 1907, puis il déménagea à Ambert.
Auparavant, il avait été élu conseiller d'arrondissement du canton du Bourg-d'Oisans, dans  l'Isère, et adjoint au maire de la commune du Bourg-d'Oisans.
À partir de 1928, il se contenta uniquement de professer aux dames (il eut ainsi pour élève Li Tchoan King).

## Palmarès
- Grand Maître international ;
- Champion "d'Europe" de dames en simple (parties fermées), en 1912 (contre Isidore Weiss (21-19), et contre Jack De Haas (21-19) (officieux)) ;
- Vice-champion du monde en 1928 (1er Ben Springer, à Amsterdam) ;
- Médaille de bronze des championnats du monde en 1912 (18-23, à Rotterdam) ;
- Médaille de bronze des championnats du monde en 1928 (22-26, à Amsterdam) ;
- Champion de France de dames en simple, en 1912 (contre Isidore Weiss) ;
- Champion de la ville de Lyon en 1909.

## Héritage
Son nom est associé à trois combinaisons spectaculaires.
Le coup Molimard est une combinaison thématique de la partie Weiss ou utilisant la formation de pions appelée « bloc de l'Est ».
Le coup Molimard est aussi appelé « coup du caméléon », spécialement lorsqu'il se présente en partie classique.
Un autre « coup Molimard » célèbre désigne un coup de début de partie et qui est une variante complexe du coup du cheval. Ce thème, appelé aussi « coup Jernberg », peut apparaître plus tard dans la partie.